# Перцов Юрій Мойсейович
Юрій Мойсейович Перцов ( 1894 – після 1949 ) – радянський співробітник органів державної безпеки, в різні роки був виконувачем обов'язків начальника Приморського губернського відділу ГПУ, начальником Маріупольського окружного відділу ГПУ, начальником Одеського обласного відділу ГПУ, кавалер ордена Червоного Прапора ( 19 ).

## Біографія
У 1910–1911 член партії « Поалей-Цион », член РКП(б) з 1918. З 1919 у ВЧК при РНК РРФСР, потім у Особливому відділі ВЧК Південного фронту .
У 1921–1922 рр. начальник Секретно-оперативної частини Київської губернської ЧК. Учасник придушення Куренівського заколоту .
У 1922–1923 рр. начальник Секретно-оперативної частини Повноважного представництва ГПУ по Правобережній Україні, голова Колегії обвинувачів Київського губернського революційного трибуналу .
У 1923 року заступник голови Київського губернського суду .
У 1923–1925 рр. начальник Секретно-оперативної частини та заступник начальника Приморського губернського відділу ГПУ, у 1923–1924 рр. виконувач обов'язків начальника Приморського губернського відділу ГПУ.
У 1925-1926 рр. у розпорядженні ОГПУ при РНК СРСР .
У 1926–1927 рр. заступник начальника Управління прикордонної охорони та військ Повноважного представництва ОГПУ із ЗСФСР . У 1927–1929 рр. начальник Маріупольського окружного відділу ГПУ. У 1929–1930 рр– заступник начальника Особливого відділу ОГПУ Українського військового округу .
У 1930–1932 рр. начальник Одеського оперативного сектору ГПУ, у 1932–1933 рр. начальник Одеського обласного відділу ГПУ.
Звільнений з посади у 1933 році за постійні оргії, контрабанду та розтрати державних коштів на свою коханку – актрису З. Вансович.  Замість нього був призначений Яків Камінський, який разом з Хомою Леонюком став упорядковувати запущені справи і наводити порядок в Одеському обласному ГПУ.
У тому ж 1933 році заарештований, засуджений до 5 років ув'язнення, в 1938 році засуджений ще до 5 років ув'язнення. Після звільнення, на 1949 рік заступник начальника відділу технологічного збуту тресту № 13 у Краснодарі .

## Нагороди
- Орден Червоного Прапора (РРФСР) у 1923. [2]